# Hautes-Terres (Nouveau-Brunswick)
La municipalité des Hautes-Terres est une ville du Nouveau-Brunswick, située dans le territoire de la commission de services régionaux de la Péninsule acadienne, au nord-est de la province. La municipalité a été constituée le 1er janvier 2023, de la fusion des villages de Paquetville et Saint-Isidore, des DSL de Maltempèque, de Notre-Dame-des-Érables, de la paroisse de Paquetville, de la paroisse de Saint-Isidore et de Saint-Sauveur, ainsi qu'une partie du DSL de la paroisse de Caraquet.